# Qualificazioni al campionato mondiale di calcio 2022 - CAF - seconda fase - girone G
Questa voce raccoglie i risultati delle partite del girone G valido come secondo turno di qualificazione al Campionato mondiale di calcio 2022 per la zona africana.

## Classifica
| Squadra   | P.ti | G | V | P | S | RF | RS | DR |
| --------- | ---- | - | - | - | - | -- | -- | -- |
| Ghana     | 13   | 6 | 4 | 1 | 1 | 7  | 3  | +4 |
| Sudafrica | 13   | 6 | 4 | 1 | 1 | 6  | 2  | +4 |
| Etiopia   | 5    | 6 | 1 | 2 | 3 | 4  | 7  | -3 |
| Zimbabwe  | 2    | 6 | 0 | 2 | 4 | 2  | 7  | -5 |

## Risultati

### 1ª giornata
| Harare 3 settembre 2021, ore 15:00 UTC+2 | Zimbabwe                | 0 – 0 referto | Sudafrica | Stadio Nazionale\| Arbitro: \| Mahmoud Zakaria Mohamed \| |
| Arbitro:                                 | Mahmoud Zakaria Mohamed |               |           |                                                           |

| Arbitro: | Redouane Jiyed |

|            |           |  |
| Wakaso 35’ | Marcatori |  |

### 2ª giornata
| Arbitro: | Derrick Kafulii |

|               |           |  |
| Hlongwane 83’ | Marcatori |  |

| Arbitro: | Bernard Camille |

|                     |           |  |
| Tamene 90+4’ (rig.) | Marcatori |  |

### 3ª giornata
| Arbitro: | Abdulwahid Huraywidah |

|            |           |                                       |
| Kebede 67’ | Marcatori | 45+1’ Mokoena 71’ Mvala 90+1’ Makgopa |

| Arbitro: | Pierre Atcho |

|                              |           |                   |
| Kudus 5’ Partey 66’ Ayew 87’ | Marcatori | 49’ (rig.) Musona |

### 4ª giornata
| Arbitro: | Mohamed Omar Amin |

|  |           |            |
|  | Marcatori | 31’ Partey |

| Arbitro: | Georges Gatogato |

|                   |           |  |
| Kebede 11’ (aut.) | Marcatori |  |

### 5ª giornata
| Arbitro: | Blaise Ngwa |

|            |           |          |
| Kebede 72’ | Marcatori | 22’ Ayew |

| Arbitro: | Sadok Selmi |

|             |           |  |
| Mokoena 26’ | Marcatori |  |

### 6ª giornata
| Arbitro: | Mohamed Moussa |

|             |           |           |
| Mahachi 39’ | Marcatori | 86’ Ahmed |

| Arbitro: | Maguette Ndiaye |

|                 |           |  |
| Ayew 33’ (rig.) | Marcatori |  |